# Борнацкий, Иван Иванович
Иван Иванович Борнацкий (20 июня 1912, Юзовка — 1999, Киев) — инженер-металлург, главный металлург Донецкого металлургического завода, 17 лет занимал должность завкафедры металлургии стали Донецкого политехнического института, доктор технических наук (1971), профессор (1972).

## Биография
Родился 20 июня 1912 в г. Юзовка в семье служащего.
В 1930 году после окончания школы начал работать техником в мартеновском цехе Донецкого металлургического завода, одновременно обучался на вечернем отделении Сталинского индустриального института в 1934 году получив квалификацию инженера-металлурга, и далее до 1941 года работал на том же заводе в различных должностях, достигнув должности главного металлурга завода.
С началом Великой Отечественной войны и эвекуацией, в октябре 1941 года с семьей эвакуировался на Урал, где работал замглавного металлурга Завода им. Орджоникидзе (1941-1942), главным металлургом завода в г. Орске (1942-1944).
Посел освобождения Донбасса, в 1944 году вернулся в Донецк, продолжил работать главным металлургом Донецкого металлургического завода.
С 1946 по 1957 год - начальник ЦЗЛ Макеевского металлургического завода,
С 1957 года занимал должность начальника технического отдела чёрной металлургии Донецкого Совнархоза.
В период 1960-1963 гг. — начальник подотдела чёрной металлургии Госплана УССР.
С 1968 по 1989 год работал в Донецком политехническом институте.
В июле 1989 г. переехал по семейным обстоятельствам в г. Киев на постоянное место жительства, где и проживал.

## Научная деятельность
В 1953 году защитил кандидатскую, а в 1971 году - докторскую диссертацию по вопросам теории и практики десульфурации металлической ванны в сталеплавильных агрегатах.
С 1968 года - начальник конверторной лаборатории ДонНИИЧМ и по совместительству начала преподавать в Донецком политехническом институте.
В 1972 году перешёл на работу в институт - заведующим кафедрой металлургии стали, где работал до 1989 года.
В результате проводимых исследований на различных металлургических предприятиях сотрудниками кафедры с 1972 по 1989 г.г. было защищено 9 кандидатских диссертаций. В 1978 г. кафедре было доверено проведение Всесоюзной научно-технической конференции по совершенствованию технологии производства чёрных металлов. Кафедре было доверено в 1984-1989 годах обучение несколько десятков иностранных студентов из Нигерии.
Вёл большую общественную работу: руководил обществом «Знание» института, был зампредседателя Донецкого областного отделения научно-технического общества СССР по сталеплавильному производству.
В 1982 году Борнацкому И.И. за заслуги в развитии советской науки и подготовке научных кадров было присвоено почетное звание «Заслуженный деятель науки УССР».
Опубликовал свыше 170 работ, в том числе 20 монографий, учебников и учебных пособий, а также получил 35 авторских свидетельств на изобретения.

Профессор Борнацкий И.И. сыграл важнейшую роль в становлении и развитии металлургической науки Донбасса. Ему, как никому другому, удавалось определять и развивать наиболее приоритетные направления научных исследований в части производства и разливки стали... Надо помнить о том, что несколько поколений студентов-металлургов (и не только Донбасса, но и всего СССР) обучались по его учебникам.— инженер-металлург, доктор технических наук, директор Института черной металлургии, лауреат Госпремии СССР  - Виталий Лаврентьевич Пилюшенко

## Награды и признание
Награждён двумя орденами Трудового Красного Знамени, пятью правительственными медалями и многочисленными ведомственными знаками и грамотами, Заслуженный деятель науки УССР.